# Забыть Палермо (роман)
Забыть Палермо (фр. Oublier Palerme) — дебютный роман французской писательницы Эдмонды Шарль-Ру, опубликованный в 1966 году в Париже издательством «Грассе».

## Сюжет
Действие разворачивается в Нью-Йорке и на Сицилии через несколько лет после окончания Второй мировой войны. При этом большая часть текста состоит из воспоминаний героев о событиях начала века, межвоенного периода и войны, представляющих собой подробную экспозицию и предысторию современных событий.
Главные персонажи романа — Джанна Мери, эмигрантка с Сицилии, от лица которой ведется повествование, и Кармине Бонавиа, сын сицилийских иммигрантов, делающий успешную политическую карьеру.
Джанна, дочь известного врача, погибшего на ливийском фронте, была вынуждена покинуть Сицилию после американских бомбардировок 1944 года и освобождения острова войсками союзников. В Нью-Йорке она работает в популярном женском еженедельнике Fair, но не может принять американский образ жизни, язвительной критике которого в романе отведено значительное место. По мнению героини, внешний лоск общества потребления и американский культ денег и успеха маскируют духовную пустоту, убогость мысли и отсутствие каких-либо идеалов.
Примерами, иллюстрирующими цинизм, лицемерие и порочность высшего общества в Соединенных Штатах служат знакомые Джанны: редактриса журнала Флёр Ли, коллега и подруга героини Бабс, тётка последней Рози Мак-Маннокс, вдова влиятельного консультанта по PR.
Кармине Бонавиа, сын переселенца с Сицилии, открывшего популярный итальянский ресторан, считает себя настоящим американцем и добивается положения лидера Демократической партии в Нью-Йорке, что открывает для него блестящие карьерные перспективы. Итальянское происхождение и неизбежные связи с мафией несколько вредят его репутации, хотя он и клянется, что очистил Таммани-Холл от коррупции.
Знакомство Кармине и Джанны производит сильное впечатление на обоих. Бонавиа, внешне чуждый сантиментов и целиком сосредоточенный на своих общественных обязанностях, упрекает Джанну за то, что она никак не может забыть свое сицилийское прошлое ради того, чтобы начать новую жизнь. Сам он, желая упрочить своё положение браком с респектабельной американкой, женится на Бабс, после чего ему приходит в голову идея свадебного путешествия на родину предков, где он никогда не был.
Возвращение к корням производит разрушительное воздействие на американца во втором поколении, быстро теряющего приобретённый ценой огромных усилий цивилизованный лоск и с удовольствием погружающегося в застывший во времени архаичный быт островитян. Страстная и ревнивая сицилийская натура, долгое время сдерживаемая правилами американского образа жизни, прорывается наружу, что приводит героя к трагическому концу. По выражению автора, «американская лакировка трескается и слетает с него, едва он оказывается под сицилийским солнцем».

## О романе
Произведение частью автобиографично, основано на личных воспоминаниях автора, дочери французского посла в Ватикане, проведшей предвоенные годы в Италии, и позднейшем длительном опыте работы главным редактором парижского модного журнала Vogue, принадлежащего американской компании.
Работу в женском журнале Эдмонда Шарль-Ру характеризует следующим образом:

Чтобы не возникло каких-либо сомнений, сразу же оговорюсь, что свою работу любила, и я не отрекаюсь ни от этого периода своей жизни, ни от того дела, которым была занята, хотя его легко можно было бы счесть легкомысленным. В свою работу я вкладывала не только энергию — я относилась к ней с подлинной страстью. Французское издание «Вог» было не только признанным авторитетом в вопросах элегантности и моды, в нём можно было найти немало передовых высказываний.

В журнале находилось место для всего: он рассказывал о последних новинках парижских модельеров, о творческих удачах ювелиров, но также и о лучших книгах и об их авторах, о новейших театральных постановках, о наиболее популярных и любимых певцах и танцорах, художниках и декораторах, о наиболее смелых и спорных произведениях искусства. Словом, тут отражался дух Парижа…— Письмо Эдмонды Шарль-Ру советским читателям
Будущей романистке удалось поднять культурный уровень издания, но её работа сопровождалась постоянными конфликтами с «заокеанскими союзниками», отказывавшимися понимать разницу между европейским и американским менталитетами.

Было невозможно убедить их, что Европа — это не Америка, что вкусы и идеалы француженки невозможно и не следует подчинять иностранному стандарту, что француженка более индивидуальна, более независима в своих суждениях, чем американка, и что способ общения с одной совсем не подходит другой, — вот в чём было существо наших разногласий.— Письмо Эдмонды Шарль-Ру советским читателям
В 1961 году Шарль-Ру начала на досуге тайно и урывками писать роман, поначалу без особой надежды на публикацию. Трения с американским руководством привели к её увольнению, причём, по словам автора, «в силу забавной игры судьбы» в тот же самый день в 1966 году роман был закончен.
Книга имела большой успех во Франции, разойдясь тиражом в 340 тыс. экземпляров, в том же году получила Гонкуровскую премию и вскоре была переведена на 13 языков. Русский перевод, выполненный в издательстве «Прогресс» в 1968 году со второго исправленного издания, был 14-м по счету.
Автор предисловия к русскому изданию Георгий Ратиани отметил достоинства и недостатки романа: к последним относится то, что многочисленные сюжетные линии сплетены искусно, но при этом несколько искусственно (Кармине Бонавиа — сын Альфио, арендатора и пастуха у влиятельного барона де Д., эмигрировавшего, в том числе, из-за ссоры с сыном последнего — доном Фофо, а Джанна выросла вместе с Антонио, сыном дона Фофо, и была возлюбленной юноши, погибшего на греческом фронте по вине бездарного фашистского командования).
Ратиани также отмечает, что основная контроверза романа: противопоставление «искусственной» жизни в Америке и «настоящей» жизни на Сицилии не имеет положительного решения, поскольку убогие и кровавые сицилийские реалии описаны автором без прикрас и скорее способны вызвать у читателя недоумение, чем сочувствие ностальгии Джанны и тётки Кармине — Агаты, воплощающей собой исконный сицилийский дух (как и в некоторой степени барон де Д.) истинной «соли земли», вовсе не признающей окружающих её американских реалий.
Безысходность нищенской жизни под немилосердно палящим солнцем и восприятие местными жителями любой власти как оккупационной находятся в русле аналогичных описаний, данных литераторами XX века, в том числе Джузеппе Томази ди Лампедузой, Марио Пьюзо и Леонардо Шаша.
По словам Шарль-Ру, страницы, посвященные сицилийским воспоминаниям Джанны и её любви с Антонио, порождены воспоминаниями автора о своём «золотом отрочестве, проведённом в Италии», и пережитой там в 16 лет первой любви.
Среди персонажей романа присутствуют и реальные люди: Энрико Карузо, талант которого, по сюжету, был открыт бароном де Д. и который служит иллюстрацией итальянского представления об успехе, представления столь же фальшивого, как и заокеанское, что весьма иронично показано в сцене с парадным бюстом этого певца, служащим рекламой в мясной лавке итальянского района Нью-Йорка.
В романе также фигурирует Лаки Лучано — фактический лидер итало-американской мафии, и показана его роль в Сицилийской операции американских войск. По сюжету романа, Лучано, без санкции которого островная мафия не могла осуществлять важных операций, даёт разрешение на тайный вывоз с Сицилии барона де Д., которого готовятся арестовать фашисты.
Тема мафии, ставшей в XX веке проклятием Сицилии, затрагивается автором вскользь; по словам Эдмонды Шарль-Ру, писать об этом явлении страшновато, но избежать его упоминания нельзя.

## Экранизация
Роман был экранизирован в 1990 году Франческо Рози, известным режиссёром, специализировавшимся на социально-политических сюжетах, связанных с организованной преступностью и коррупцией. Действие фильма перенесено в 80-е годы, эпоху, пожинавшую плоды «героиновой революции» предыдущего десятилетия, превратившей Сицилию в один из ключевых центров наркотрафика. Соответственно, тема сицилийской мафии выходит в фильме на первый план, а развязка — гибель главного героя от мафиозной пули — остаётся прежней, но иначе мотивированной.
По словам Франческо Рози:

Любовь Эдмонды Шарль-Ру к Сицилии, её знание и чувство сицилийского мира, некоторых из её реалий и её историко-культурных глубин открыли мне в «Забыть Палермо» темы, которыми я занимался в попытке отобразить в кино итальянский юг.— 

## Комментарии
1. ↑  Тесные связи штаб-квартиры нью-йоркских демократов с местными криминальными сообществами еще XIX века хорошо известны, и описаны, в частности, в книге Герберта Осбери «Банды Нью-Йорка»
2. ↑  Сведение всех сюжетных линий воедино — прием, несколько наивный с точки зрения реалистической литературы последних двух столетий, но весьма популярный еще в конце XVIII века